# Nokia (miasto)
Nokia – miasto i gmina w Finlandii w regionie Pirkanmaa. Miasto w 2010 roku liczyło 31 607 mieszkańców.

## Historia
Miasto zostało założone w roku 1865. Nokia była siedzibą firmy Nokia (nazwa wywodzi się od nazwy miejscowości), działającej najpierw jako zakład Fredrika Idestama przetwarzający drewno. Następnie firma połączyła się z Fińskimi Zakładami Gumowymi i Fińską Fabryką Kabli. Dało to początek w 1967 firmie Nokia Corporation. Obecnie siedzibą firmy Nokia jest Espoo.

## Sport
- Nokian Pyry – klub hokeja na lodzie

## Urodzeni w Nokii
- Jani Mattila - skoczek narciarski